# 尼玛次仁 (1959年)
尼玛次仁（藏語：ཉི་མ་རྫོང་ཚེ་རིང་，威利转写：nyi ma tshe ring；1959年7月—），男，藏族，西藏贡嘎人，中华人民共和国政治人物，曾任西藏自治区人大常委会副主任、中共西藏大学党委书记。